# Rob Wilson
Rob Wilson (ur. 6 września 1953 w Auckland) – nowozelandzki kierowca wyścigowy.

## Kariera
Wilson rozpoczął karierę w międzynarodowych wyścigach samochodowych na przełomie 1975 i 1976 roku od startów w Nowozelandzkiej Formule Ford, gdzie jednak nie zdobywał punktów. W późniejszych latach Nowozelandczyk pojawiał się także w stawce World Cup International Formula 3 Trophy, Plastic Padding Formula 3 Trophy, Brytyjskiej Formuły 3 BARC, Brytyjskiej Formuły 3 BRDC Vandervell, B.A.R.C. TV-Race, Wendy Wools Formula 3 Race, Europejskiej Formuły 3, Formula Pacific New Zealand International Series, Brytyjskiej Formuły 3, World Sports-Prototype Championship, Jewson Scotland Superprix, Premio Wagner Cofre Motor - 6 Horas, IMSA Camel Lights, NASCAR Nationwide Series, NASCAR Busch Series, 12 Hours of Sebring, 24h Daytona, Indy Lights, Indy Racing League, IMSA GTU Championship, Premio Doria Motor ACC - 6 Houras, 24-godzinnego wyścigu Le Mans, FIA GT Championship, International Sports Racing Series, American Le Mans Series, Le Mans Endurance Series oraz FIA GT3 European Championship.

## Wyniki w 24h Le Mans
| Rok  | Zespół                        | Partnerzy                      | Samochód               | Klasa | Okr. | Poz. | Klasa Poz. |
| ---- | ----------------------------- | ------------------------------ | ---------------------- | ----- | ---- | ---- | ---------- |
| 1994 | Chamberlain Engineering       | David Brodie William Hewland   | Harrier LR9C           | GT2   | 45   | NU   | NU         |
| 2004 | Cirtek Motorsport             | Hans Hugenholtz Frank Mountain | Ferrari 360 Modena     | GT LM | 311  | 19   | 7          |
| 2005 | Cirtek Motorsport Conversbank | Stefan Eriksson Joe Macari     | Ferrari 360 Modena GTC | GT2   | 218  | NU   | NU         |